# Szabadkígyós
Szabadkígyós es un pueblo ubicado en el distrito de Békéscsaba, en el condado de Békés, Hungría.

## Superficie
Posee una superficie de 45,56 kilómetros cuadrados.

## Demografía
Hasta 2019 la población era de 2426 habitantes, con una densidad de población de 53,25 habitantes por kilómetro cuadrado.